# ガルハタネズミ
ガルハタネズミ Microtus pennsylvanicus nesophilus V. Bailey, 1898は齧歯目キヌゲネズミ科に属するハタネズミ属の一種で、アメリカ合衆国東部ロングアイランド島の東にあるグレートガル島 (Great Gull Island) に生息していたが、1900年頃に絶滅した。全長は15～20cm、体重は40～55g程度だった。アメリカハタネズミMicrotus pennsylvanicus (Ord, 1815) の亜種に分類されるが、独立種とされることもあり、逆に同種であるとする意見もある。もともと人為的な環境改変のため数が減りつつあったなか、1898年に米西戦争が勃発すると、スペイン海軍のニューヨーク侵攻に備えてグレートガル島に砲台が建設された。その工事の影響による営巣地の破壊や、駐屯部隊が連れてきたネコに食べられたことなどが原因でガルハタネズミは絶滅に至ったとされている。わかっている最後の採集記録は1897年のもので、正式に新種として名前が付けられたのはその1年後の1898年である。現在15個体の標本がワシントンD.C.に存在する。